# Oleg Procenko
Oleg Walerjewicz Procenko (ros. Олег Валерьевич Проценко; ur. 11 sierpnia 1963 w Solcach) – rosyjski lekkoatleta specjalizujący się w trójskoku, uczestnik letnich igrzysk olimpijskich w Seulu (1988). W czasie swojej kariery reprezentował Związek Socjalistycznych Republik Radzieckich.

## Sukcesy sportowe
- dwukrotny mistrz ZSRR w trójskoku – 1985, 1986[1]
- halowy mistrz ZSRR w trójskoku – 1987[2]

| Rok  | Miasto       | Zawody                      | Konkurencja | Wynik         |
| ---- | ------------ | --------------------------- | ----------- | ------------- |
| 1984 | Moskwa       | zawody Przyjaźń-84          | trójskok    | 1. miejsce    |
| 1985 | Paryż        | światowe igrzyska halowe    | trójskok    | 4. miejsce    |
| 1986 | Stuttgart    | mistrzostwa Europy          | trójskok    | brązowy medal |
| 1987 | Indianapolis | halowe mistrzostwa świata   | trójskok    | srebrny medal |
| 1987 | Rzym         | mistrzostwa świata          | trójskok    | 8. miejsce    |
| 1988 | Seul         | letnie igrzyska olimpijskie | trójskok    | 4. miejsce    |
| 1990 | Split        | mistrzostwa Europy          | trójskok    | 8. miejsce    |

## Rekordy życiowe
- skok w dal (hala) – 8,00 – Moskwa 29/12/1986
- trójskok – 17,75 – Moskwa 10/06/1990
- trójskok (hala) – 17,67 – Osaka 15/01/1987